# Водосбор тёмный
Водосбо́р тёмный (лат. Aquilégia atráta) — многолетнее растение, вид рода Водосбор (Aquilegia) семейства Лютиковые (Ranunculaceae).

## Экология и распространение
Естественный ареал — Центральная и Южная Европа. Орофит, широко распространён в Альпах и Пиренеях, произрастает на каменистых известковых почвах высоте от 400 до 2000 м над уровнем моря.

## Ботаническое описание
Вид, близкий водосбору обыкновенному. Отличается более мелкими тёмно-фиолетовыми цветками и более глубоко рассечёнными листьями. Ещё один близкий вид — водосбор чернеющий.
Многолетнее травянистое растение, гемикриптофит. Корневище вертикальное, крупное, с многочисленными придаточными корнями. Стебель прямостоячий, облиственный, ветвящийся, до 70 см в высоту. Прикорневые листья тройчатые, зелёные, с нижней стороны сизоватые, на черешках до 10—30 см длиной. Стеблевые листья тройчатые, листочки глубоко разделены на 2—3 лопасти. Кверху по стеблю черешки становятся короче (верхние листья сидячие), листья мельче.
Цветки обоеполые, поникшие, ароматные, на длинных цветоножках, 3—5 см в диаметре, часто в рыхлой метёлке по 2—7. Внешние листочки околоцветника (чашелистики) лопатковидной или узкояйцевидной формы, тёмно-фиолетовые, внутренние (лепестки) того же цвета, с изогнутым в сторону цветоножки шпорцем. Тычинки многочисленные.
Плод — многолистовка, состоит из пяти листовок.
Ядовитое и лекарственное растение.

## Таксономия
Вид Водосбор тёмный входит в род Водосбор (Aquilegia) семейства Лютиковые (Ranunculaceae) порядка Лютикоцветные (Ranunculales).
|  |                                      |  |                                                               |                                                               |                     |  | ещё 6 семейств (согласно Системе APG III) | ещё 6 семейств (согласно Системе APG III) |                     |  |  |  | ещё более 100 видов |
|  |                                      |  |                                                               |                                                               |                     |  | ещё 6 семейств (согласно Системе APG III) | ещё 6 семейств (согласно Системе APG III) |                     |  |  |  | ещё более 100 видов |
|  |                                      |  |                                                               | порядок Лютикоцветные                                         |                     |  |                                           |                                           | род Водосбор        |  |  |  |                     |
|  |                                      |  |                                                               | порядок Лютикоцветные                                         |                     |  |                                           |                                           | род Водосбор        |  |  |  |                     |
|  | отдел Цветковые, или Покрытосеменные |  |                                                               |                                                               | семейство Лютиковые |  |                                           |                                           | вид Водосбор тёмный |  |  |  |                     |
|  | отдел Цветковые, или Покрытосеменные |  |                                                               |                                                               | семейство Лютиковые |  |                                           |                                           |                     |  |  |  |                     |
|  |                                      |  | ещё 58 порядков цветковых растений (согласно Системе APG III) | ещё 58 порядков цветковых растений (согласно Системе APG III) |                     |  |                                           | ещё около 50 родов                        | ещё около 50 родов  |  |  |  |                     |
|  |                                      |  |                                                               | ещё 58 порядков цветковых растений (согласно Системе APG III) |                     |  |                                           |                                           | ещё около 50 родов  |  |  |  |                     |

### Синонимы
- Aquilegia atrata var. cyanescens (Borbás ex Hegi) Munz, 1946
- Aquilegia atrata var. major Erdner, 1911
- Aquilegia atrata var. minor Erdner, 1911
- Aquilegia atrata var. salvatoriana (Chenev.) Munz, 1946
- Aquilegia atroviolacea (Avé-Lall.) Beck, 1890
- Aquilegia atroviolacea var. cyanescens (Borbás ex Hegi) Dalla Torre & Sarnth., 1909
- Aquilegia vulgaris subsp. atrata (W.D.J.Koch) Gaudin, 1836
- Aquilegia vulgaris subsp. atroviolacea (Avé-Lall.) Rapaics, 1909
- Aquilegia vulgaris var. atrata (W.D.J.Koch) Gren., 1865
- Aquilegia vulgaris var. atroviolacea Avé-Lall., 1829
- Aquilegia vulgaris var. cyanescens Borbás ex Hegi, 1909
- Aquilegia vulgaris var. salvatoriana Chenev., 1905